# Чо Гичхон
Чо Гичхон (кор. 조기천?, 趙基天?, также Чо Ги Чхон, Тё Гичен, Ти Гичен, Тё Ги Чен; 1913—1951) — корейский поэт.

## Биография

### Ранние годы
Чо Гичхон родился в бедной корейской крестьянской семье в деревне Юэдугоу, близ Никольска 6 ноября 1913 года. С 1928 по 1931 год учился в корейском педагогическом училище в Никольск-Уссурийском. В этот период вступил в комсомол. Должен был поступить в МГУ, но в Омске был ограблен на вокзале и вынужден был работать в колхозе, чтобы накопить средства. Поступил в Омский университет при поддержке ректора учебного заведения А. С. Сливко, который был тронут его судьбой. С 1933 по 1937 год учился на факультете литературы, университет окончил с отличием. Вернулся на Дальний Восток и стал преподавать в корейском педагогическом училище. Во время депортации корейцев был переведён в Кызыл-Орду (как и учебное заведение, в котором Гичхон преподавал). В следующем году вновь пытался поступить в МГУ, но был арестован в Москве и обвинён в нарушении закона, ограничивающего пребывание корейцев в Средней Азии. Вернулся в Кызыл-Орду и преподавал там до 1941 года.
С 1942 по 1945 год Чо Гичхон служил в Советской армии. Находился при штабе 25-й армии, с 1943 по 1945 года — при штабе Тихоокеанского флота СССР в Хабаровске. В 1945 году вместе с частями Красной армии вступил на северную территорию Корейского полуострова.

### В Северной Корее
Сразу же после освобождения Кореи от японских захватчиков Чо Гичхон был направлен в Северную Корею как знаток русского и корейского языков — для формирования корейской литературы по советской модели. Его ранние работы — «Пэктусан» (1947) и «Земля» (1946) стали основополагающими литературными произведениями Северной Кореи. Работал в качестве корреспондента и переводчика в красноармейской корейской газете «Чосон синмун». Переводил труды советских поэтов на корейский язык — Маяковского, Грибачёва и Джамбула.
Был членом Постоянного литературно-художественного комитета Северной Кореи. В 1951 году был избран вице-председателем комитета под руководством Хан Соль Я. Во время корейской войны работал в газете «Нодон синмун», а также писал пропагандистские стихи.
Чо Гичхон погиб 31 июля 1951 года в Пхеньяне во время одной из бомбардировок города силами ООН.

## Творчество
Основные произведения Чо Гичхона носят революционный или лирический характер.
Среди них выделяются:
- Поэма «Пэктусан» (февраль 1947 года) — эпическая поэма, посвящённая событиям в местечке Почхонбо[5].
- Поэмы «Земля», «Воздушные охотники», «На горящей улице», «Корейская мать», «Мои высоты», «Мы — корейская молодёжь», «Раскачивающийся», «Сидя на белом камне» и другие[5].
- Поэма «Восстание в Йосу» — рассказывает о восставших в Йосу в 1948 году южнокорейских солдатах-коммунистах против правительства Ли Сын Мана[2].
- Песня «Перевал Мунгён» — военно-патриотическая песня[6].